# Santa Maria Madalena
Santa Maria Madalena este un oraș în Rio de Janeiro (RJ), Brazilia.